# Felix De Boeck

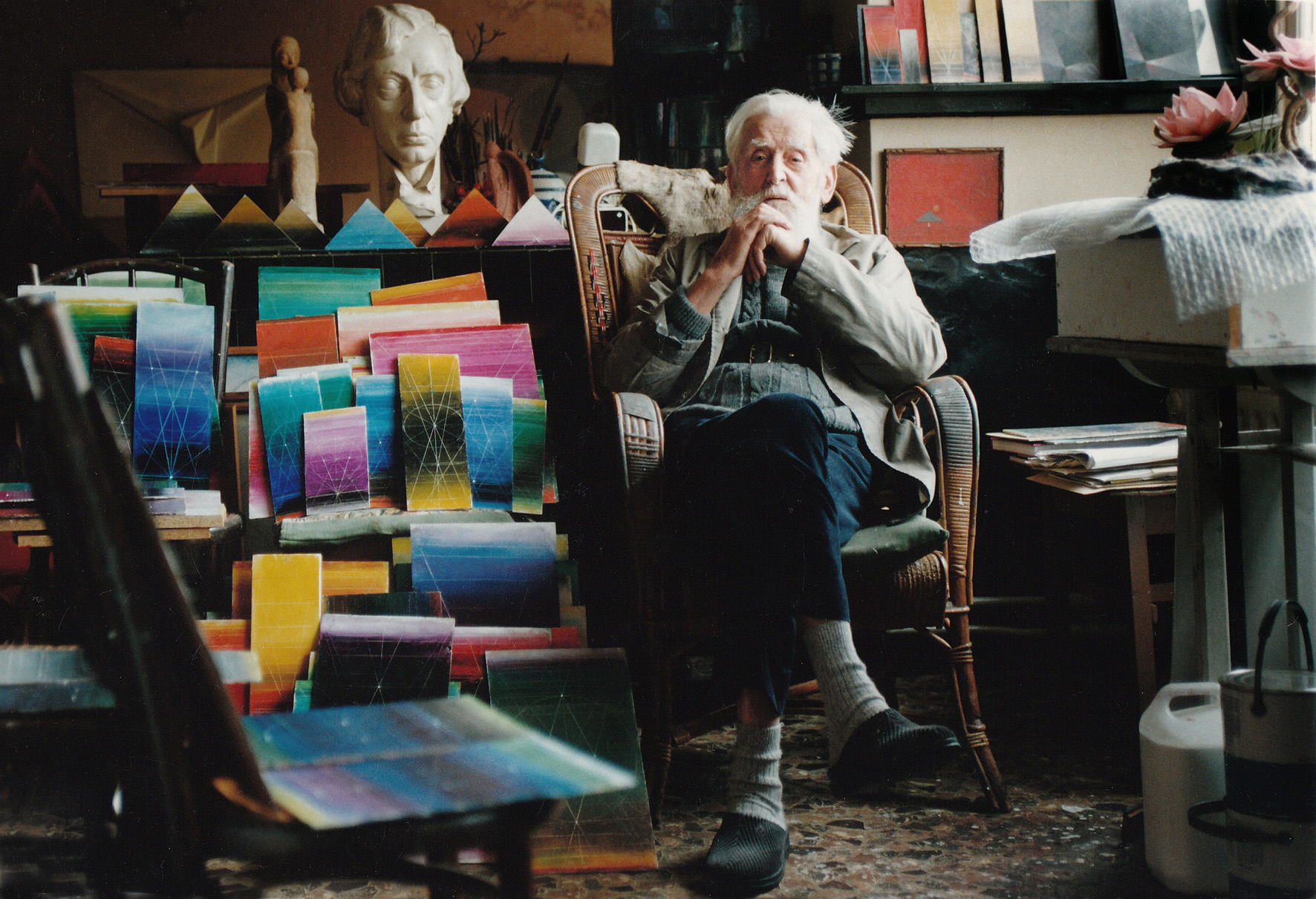
Felix De Boeck in zijn atelier, 1992

Felix Hendrik Constant ridder De Boeck (Drogenbos, 12 januari 1898 - Sint-Agatha-Berchem, 18 januari 1995) was een Vlaams Kunstschilder.

## Biografie
De Boeck werd geboren op 12 januari 1898. Zijn vader, Jan, was vijftien jaar jonger dan zijn moeder Louise van Breetwater, dochter van de burgemeester van Drogenbos. Moeder Louise huwde op veertigjarige leeftijd met de jonge boer uit het naburige Sint-Kwintens-Lennik, tegen de zin van haar familie. Het stel trok in in de hoeve waarnaast zich nu het FeliXart Museum bevindt. Het paar kreeg drie kinderen, van wie Felix de jongste was.
Louise was intelligent en sprak Frans, wat gebruikelijk was voor de notabelen in die dagen. Zij was ook erg gelovig. Haar man was groot, sterk en imposant, maar nagenoeg ongeletterd. "Toch stichtte hij samen met de brouwer in 1897 de fanfare in Drogenbos," zou zijn zoon later trots vertellen.
In 1905 werd in Ukkel een college gesticht, waar De Boeck mocht studeren. Hij eindigde de Grieks-Latijnse humaniora als primus met de hoogste onderscheiding. De directeur hoopte dat hij priester zou worden, maar zijn besluit stond vast: hij koos geen intellectueel beroep maar zou zijn intellect en filosofie kanaliseren als schilder. Maar hij wilde zijn kunst niet ondergeschikt maken aan brood verdienen. Daarom zocht hij naar een bestaanszekerheid en werd boer op het ouderlijk erf. Hij trouwde in 1924 met zijn nicht Marieke. Ze kregen vijf kinderen, van wie er vier stierven nog voor zij een jaar oud waren. Het vijfde kind, Marcelleke, bleef leven, maar was gehandicapt.
Zijn hele leven verliep volgens een vast tijdsschema. Zes dagen werkte hij op het veld en componeerde hij in gedachten allerlei doeken. Op zondag stapte hij zijn atelier binnen en schilderde. De romantische voorstelling van Felix De Boeck als boer die schildert wordt best omgebogen als Felix De Boeck de kunstschilder die de boerenstiel beoefent. Marieke heeft dat leven in volle overgave van eigen persoon aanvaard en volbracht. Zonder Marieke zou de Felix De Boeck zoals we die kennen nooit mogelijk geweest zijn.
In 1970 werd Felix De Boeck lid van de Koninklijke Academie van België. Er werd een Felix De Boeckmuseum geopend op de zolderverdieping van het gemeentehuis van Drogenbos en een Vereniging Zonder Winstoogmerk ter bevordering van zijn werk gesticht.
De Boeck heeft de eerste steen gelegd van het nieuwe Museum Felix De Boeck in 1995: FeliXart Museum. Kort daarna blies hij zijn laatste adem uit. Hij werd begraven naast zijn geliefde vrouw, die niet lang voordien gestorven was.

## Uitspraken
"Kleur is een gave van de natuur. Ik ken vooraf het resultaat. Ik kan dat blindelings en heb zelfs geen palet meer nodig. Je kan dat vergelijken met een toondichter, die schrijft ook muziek!"
"Ik zou één thema in het oneindige kunnen hernemen in een wisselend spel van kleuren en gevoelsinhoud. Mijn schilderijen zijn mijn dagboek en aan de kleur van wat er op de ezel staat, herken je direct in welke gemoedstoestand ik ben."
"De cirkel is de expressie van het leven en de strakke lijn van het mystieke."

## Werk
In De Boecks werk kunnen volgende perioden - die vaak terugkeerden - onderscheiden worden.

### Doe Stil Voort(1916)
In 1916 werd hij lid van de kunstkring 'Doe Stil Voort' in Brussel, omwille van de lessen die hij er kon volgen. Koppig als een boer zocht hij al vlug een eigen weg doorheen verscheidene stijlperiodes: neo-impressionisme, Goghiaanse periode, fauvisme, futurisme. Tot de evolutie naar de non-figuratie de eerste periode met eigen accent en eigen zeggingskracht bracht "plastique pure et sentimentale" naar het woord van Pierre Bourgeois. Felix De Boeck was ook een verwoed lezer: Streuvels, de Scandinavische auteurs en Dostojevski. Ook de brieven van Vincent van Gogh aan zijn broer Theo, gepubliceerd in 1914. Ze maakten zijn oeuvre rijker en voller.

### Abstracte kunst(1920)
Eenzelfde ideaal bezielde Felix De Boeck en zijn vrienden: schoon schip maken met de maatschappij, 'tabula rasa' ook van de beeldtaal. Felix zocht contact met Jozef Peeters in Antwerpen, heraut van de abstracte kunst in Vlaanderen Het Overzicht. Hij deed enthousiast mee met Sept Arts in Brussel. Men kan in de abstracte werken van Felix De Boeck verschillende stijlevoluties onderscheiden (werken met overhoeks-, verticale en horizontale lijnen, werken met schijven en onderliggende cirkels; werken met geometrische figuren - driehoek-vierkant). Men vond er uitingen in van vrees, wanhoop en hoop (reeksen getiteld Duizelingen, Afgrond, De morgen). 
Nochtans vond de abstracte kunst geen mecenaat, geen verdedigers zoals in de jaren vijftig. De abstracte kunstenaars vonden geen gehoor en werden ontmoedigd. Felix behield als landbouwer het contact met de natuur. Andere abstracten waren stadsmensen. De natuur zou voor hem de deur naar een volgende evolutie openhouden. Een na een vielen de geometrische figuren weg, en behield hij enkel nog lange horizontale verfstroken met op de kruising van de diagonalen een lichtpunt, de alfa en de omega van alle begin en einde, het oeratoom, God. Zijn abstracte werken van de jaren twintig bezaten de gloed van waarachtigheid, een elan van liefde, die men niet terug vindt in gelijkaardige werken wanneer de kunstenaar in 1959-63 en ook tijdens de laatste fase van zijn leven de abstracte thema's herneemt. 1923 en 1924 waren zware jaren voor het prille paar. Felix' broer, hun beide ouders en hun eerste kind stierven. Als schilder experimenteerde hij in een geheel eigen stijl verder.

### Genesis(1924-1995)
Zo begon wat de Franse dichter Henri Pichette 'de genesis' heeft genoemd. Hij bracht levende wezens in de abstracte zee. In deze periode werden De Boecks werken gekenmerkt door een diepreligieuze beleving van mens, dier en natuur, die in een opbouw van cirkels en monochromen een vreemde lichtgevende gloed uitstralen. Deze gloed staat symbool voor de oneindigheid van de natuur en het leven. De Boeck werkte met vaste thema's die hij veelvuldig herhaalde in telkens andere kleuren. Aan de kleuren valt zijn gemoedstoestand van dat moment af te lezen.

### De sakrale cirkel(1934)
De opperste bekroning van De Genesis mondde uit in de moederfiguur en de hulde aan de vruchtbaarheid van de vrouw: de levenssynthese. Hij verlaat de abstractie en de rechte lijn. Hij schildert in gevoelige kleuren en betracht een immateriële sfeer. De uitbeelding is symbolisch opgevat en zit vervat in een spel van cirkels - met passer en penseel. Zijn schilderkunst wordt mystiek. Het centrale lichtpunt is de emanatie van geestelijke bewogenheid. Men heeft veel geschreven over de cirkel in het oeuvre van Felix De Boeck. Dezelfde lijn die opstijgt moet weer dalen, en vanuit een dieptepunt weer opstijgen. Dat is de les van de cirkel.

### L'Epiphanie du visage(1940)
Na grote formaten (denk aan Stierengevecht, Hanengevecht, Barensnood), na de 'Franciscaanse werken' (dixit Pichette), na de door Christus geïnspireerde schilderijen, de sombere portretten en de moederschappen komen de zelfportretten. Het werd een reeks die nooit meer zou eindigen. Met tientallen stonden ze op zijn atelier gerangschikt. Al deze doeken zijn geïndividualiseerd door de kleur en getuigen van een sterke concentratie. Zijn zelfportretten ontstijgen de persoon van de geportretteerde, het is de spiegel van een ziel.

### Nachtlichten(1953)
Bij een bezoek aan Antwerpen raakte De Boeck gefascineerd door de lichten van een schip op de Schelde. Men ziet honderden schepen, auto's, vliegtuigen, maar plots 'ziet' men een van hen met al zijn zintuigen. De Boeck 'zag' het schip met lichtjes, de auto met koplampen, het vliegtuig in de lucht. Water, aarde, lucht ... de kringloop was gesloten. En, dat schilderde hij. Maar niet in Antwerpen, hij plaatste ze in de vertrouwde omgeving van Drogenbos, Ruusbroek, Beersel. Het middelpunt-licht is in de cyclus Nachtlichten in tientallen lichtpuntjes over het hele schilderij uitgezaaid.

### Zelfgave(1965)
Het laatste thema dat Felix De Boeck aanboorde, dat van de Zelfgave, mag beschouwd worden als de voleindiging van zijn levenshouding en artistiek credo. Zijn roerende boodschap drukt hij uit in het symbool van de reikende hand. De sleutel van de liefde opent de gestrekte hand, heeft St.Thomas van Aquino gezegd. Eigenlijk is Felix verliefd op dit thema: "Mijn psyche en mijn evolutie als schilder droegen mij als het ware naar het schoonste thema van mijn carrière: de Zelfgave. ... De mens die zichzelf geeft, is driemaal heilig in eender welke godsdienst of religieuze ongebondenheid. Ik hoop dat ik daags voor mijn dood nog een Zelfgave mag schilderen." (p. 40, Dusar, A., Felix De Boeck. Een begenadigd kunstenaar').

### Monografieën
- Walravens, J., Felix De Boeck, De Sikkel-Antwerpen, 1952
- Walravens, J. Felix De Boeck, Museum van Elsene, 1965
- Bourgeois, P., Felix De Boeck, Brussel, 1963
- De Puydt, R., Felix De Boeck, Oostkamp, 2004
- De Ridder, C., Oog in oog met Felix de Boeck: de evolutie van het zelfportret van 1916 tot 1984, Leuven, 1984
- Dewandel, J., De mens in het oeuvre van Felix De Boeck, s.l., 1970
- Felix De Boeck: museum gemeentehuis Drogenbos, Drogenbos, 1978
- Mijn Leven en Werk, door Felix De Boeck, 1973, opgetekend door Albert Dusar voor Christelijk-Vlaams Kunstenaarsverbond. Heruitgave Drogenbos, 1983
- Dusar, A., Felix De Boeck, Een begenadigd kunstenaar, Libro-Sciences,D-1976/1070/90
- Matthijs, G., F. de Boeck, Brussel, 1978
- Van Daele, H. & Dusar, L., Felix de Boeck, Tielt, 1985
- Veltman, David, Felix de Boeck (1898-1995) ‘Sterven in het bed waarin ik geboren ben’ , dissertatie Groningen, Uitgeverij Verloren, Hilversum 2021

### Artikels
- Michel Seuphor, Un renouveau de la peinture en Belgique, Parijs, 1932
- René Baert, Peintres de Flandre et de Wallonie, Ed. Maréchal, 1933
- De boodschap van een kunstenaar: Felix de Boeck, Academieberichten, 5:9, p. 1
- Avermaete, Roger, Benadering van Felix de Boeck, Mededelingen van de Koninklijke Academie voor wetenschappen, letteren en schone kunsten van België. Klasse der schone kunsten, 43(1982): 1, p. 1-6
- Cassiman, B., Felix de Boeck, het ideële in zijn zelfportretten, Ons erfdeel, 29:1, p. 118-121
- De Puydt, R., De schenking Felix De Boeck, Vlaanderen, 41(1992):5, p. 389-390
- De Puydt, R., Het afscheid van eredeken Felix De Boeck, Vlaanderen, 44(1995):3, p. 239-240
- Mertens, G., Felix de Boeck, Autotoerist, 16/9/1984
- Verbrugghen, J., 7 avant-gardisten uit de jaren twintig: Felix De Boeck, Prosper De Troyer, Marthe Donas, Pierre-Louis Flouquet, Karel Maes, Jozef Peeters, Victor Servranckx: tentoonstellingscatalogus ter gelegenheid van 75 jaar ABB 1922-1997, Leuven, 1997

### Individuele tentoonstellingen
- 1926, Zaal Delgay, Brussel;
- 1928, Sacre du Printemps, Paris;
- 1928, Au Canard Sauvage, Brussel;
- 1952, Restrospectieve Giroux, Brussel;
- 1956, Galerie Saint-Laurent, Brussel;
- 1957, Galerie Fonteyn, Leuven;
- 1961, Gemeentehuis, Jette;
- 1965, Nova, Mechelen;
- 1966, Museum Schone Kunsten, Elsene;
- 1968, Flandriaboot, Antwerpen;
- 1968, Provinciaal Begijnhof, Hasselt;
- 1969, Oud-Hospitaal, Aalst;
- 1969, Belgisch Huis, Keulen;
- 1969, Stadhuis, Izegem;
- 1970, Kursaal, Oostende;
- 1973, Onthaalcentrum, Eindhoven;
- 1973, Stadhuis, Hulst;
- 1973, Sint-Pieters Abdij, Gent;
- 1973, Marcel Peeterscentrum, Antwerpen;
- 1981, Van Punt tot Cirkel, Museum Schone Kunsten Brussel
- Permanente tentoonstelling in het FeliXart Museum, Kuikenstraat 6 - B 1620 Drogenbos